# Treniota af Litauen
Treniota (hviderussisk: Транята, (tr. Troniata)) (ca 1210-1264) var Storfyrste af Litauen (1263-1264).
Treniota var nevø af Mindaugas, den første konge i Litauen. Mens Mindaugas konverterede til kristendom for at modvirke den Liviske og Tyske Ordens angreb på Litauen og blev kronet af biskoppen i Kulmsee (polsk: Chełmża), forblev Treniota en trofast hedning. Det menes, at Treniota var betroet at regere Žemaitija.
På trods af Mindaugas omvendelse, gjorde den Tyske Orden regelmæssigt indfald på litauisk territorium. Efter slaget ved Durbė i 1260, overbeviste Treniota Mindaugas om at afsværge kristendommen og angribe den Tyske Orden. Da angrebet var ineffektiv og den Tyske Orden knap nok var svækket, begyndte Mindaugas at sætte spørgsmålstegn ved sin alliance med Treniota. Men før han kunne handle mod sin hedenske nevø, myrdede Treniota sammen med Daumantas Mindaugas og to af hans sønner i 1263. Treniota tilranede sig tronen og vendte nationen tilbage til hedenskab; men han regerede kun i et år, før han blev myrdet af Mindaugas' tjener hvorefter Mindaugas yngste søn, Vaišvilkas, overtog tronen.